# Albert Pike

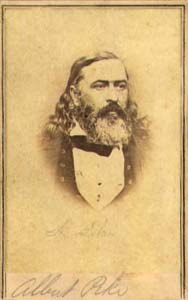
Albert Pike

Albert Pike (n. 29 decembrie 1809, Boston - d. 2 aprilie 1891, Washington, D.C.) a fost un avocat, militar, scriitor și francmason.

## Biografie
Albert Pike s-a născut în Boston la data de 29 decembrie 1809, într-o familie de șase copii. Tatăl sau pe nume Benjamin iar mama Sarah Andrews Pike. A studiat la Harvard și mai târziu a lucrat ca Brigadier-General în Armata Federativă. După Războiul Civil, Pike a fost acuzat de trădare și încarcerat. Președintele mason Andrew Johnson la data 22 Aprilie 1866 l-a eliberat și ziua următoare a avut o întâlnire personala la Casa Alba. În data 20 iunie 1867, oficialii Ritului Scoțian i-au conferit Președintelui Johnson gradele de la 4 până 32 ale Francmasoneriei.
Despre Pike se spune ca era un geniu, putând să citească și să scrie în 16 limbi diferite. Vis-a-vis de toate aceste lucruri pozitive de-a lungul timpului s-au auzit și zvonuri de plagiat, în decursul vieții a fost poet, filosof, soldat, umanist și filantrop. Mason de grad 33 fondator și reformator al Ritului Scoțian Antic și Acceptat, deținând funcția de Mare Comandor al Francmasoneriei Americane din anul 1859 până în data morții sale 1891. În 1869 a fost unul din liderii de seama ai Cavalerilor Ku Klux Klan (KKK).
Faptul că Albert Pike este și autorul lucrării "DOGMĂ ȘI RITUAL", bază a Ritul Scoțian Antic și Acceptat al Masoneriei Universale, este speculat în mod neavenit în sensul că masoneria ar avea un caracter "satanist". 
Despre francmasoneria
Albert Pike susținea în lucrarea sa "DOGMĂ ȘI RITUAL" ca: Francmasoneria are două doctrine, dintre care una este ascunsă, cunoașterea sa fiind rezervată doar Maeștrilor..., iar cealaltă este publică...
Despre satanism
din "DOGMĂ ȘI RITUAL" extragem: Lucifer este purtătorul luminii. Nume straniu și misterios al celui ce este Spiritul întunericului! Lucifer, fiul dimineții! Este cel care aduce lumina și în toată splendoarea sa intolerabilă orbește pe cei slabi sau sufletele egoiste.
În octombrie 1901 a fost ridicat în Washington, D.C. un monument în memoria sa, pe care apare simplu doar numele Albert Pike.  